# Bahnhof Glöwen
Der Bahnhof Glöwen ist der Bahnhof des gleichnamigen Ortes in der Gemeinde Plattenburg. Er liegt an der Berlin-Hamburger Eisenbahn und wurde 1846 eröffnet. Von 1890 bis 1971 zweigte im Bahnhof die Bahnstrecke Glöwen–Havelberg ab, von 1900 bis 1967 endete in Glöwen eine Strecke der schmalspurigen Westprignitzer Kreisbahn von Viesecke. Das klassizistische Empfangsgebäude aus der Entstehungszeit der Strecke steht unter Denkmalschutz.

## Lage
Der Bahnhof liegt am Kilometer 101,8 der Bahnstrecke Berlin–Hamburg am südlichen Ortsrand von Glöwen, etwa einen Kilometer südlich des Ortszentrums entfernt. Die Bahnstrecke verläuft in diesem Bereich annähernd in Ost-West-Richtung und kreuzt im Bahnhofsbereich die Bundesstraße 107. Ungefähr zehn Kilometer in Richtung Süden liegt die Stadt Havelberg.

## Geschichte
Die Berlin-Hamburger Bahn zwischen Berlin und Boizenburg wurde am 15. Oktober 1846 eröffnet, an diesem Tag ging auch der Bahnhof Glöwen in Betrieb. Die Station war von Anfang nicht nur für den vergleichsweise kleinen Ort Glöwen gedacht, sondern als Umsteigepunkt für Havelberg und eine Reihe von weiteren Orten. In den ersten Jahren nach der Eröffnung des Bahnhofs 1846 verkehrten zwei Personenpostkurse am Tag nach Havelberg, dazu ein Kurs am Tag weiter bis Genthin und ein Personenkurs sogar bis nach Rostock. Der Bahnhof in Glöwen stand 1847 von den Fahrgastzahlen her hinter Berlin, Hamburg, Hagenow, Wittenberge und Ludwigslust an sechster Stelle der Bahnhöfe der Berlin-Hamburger-Bahn.

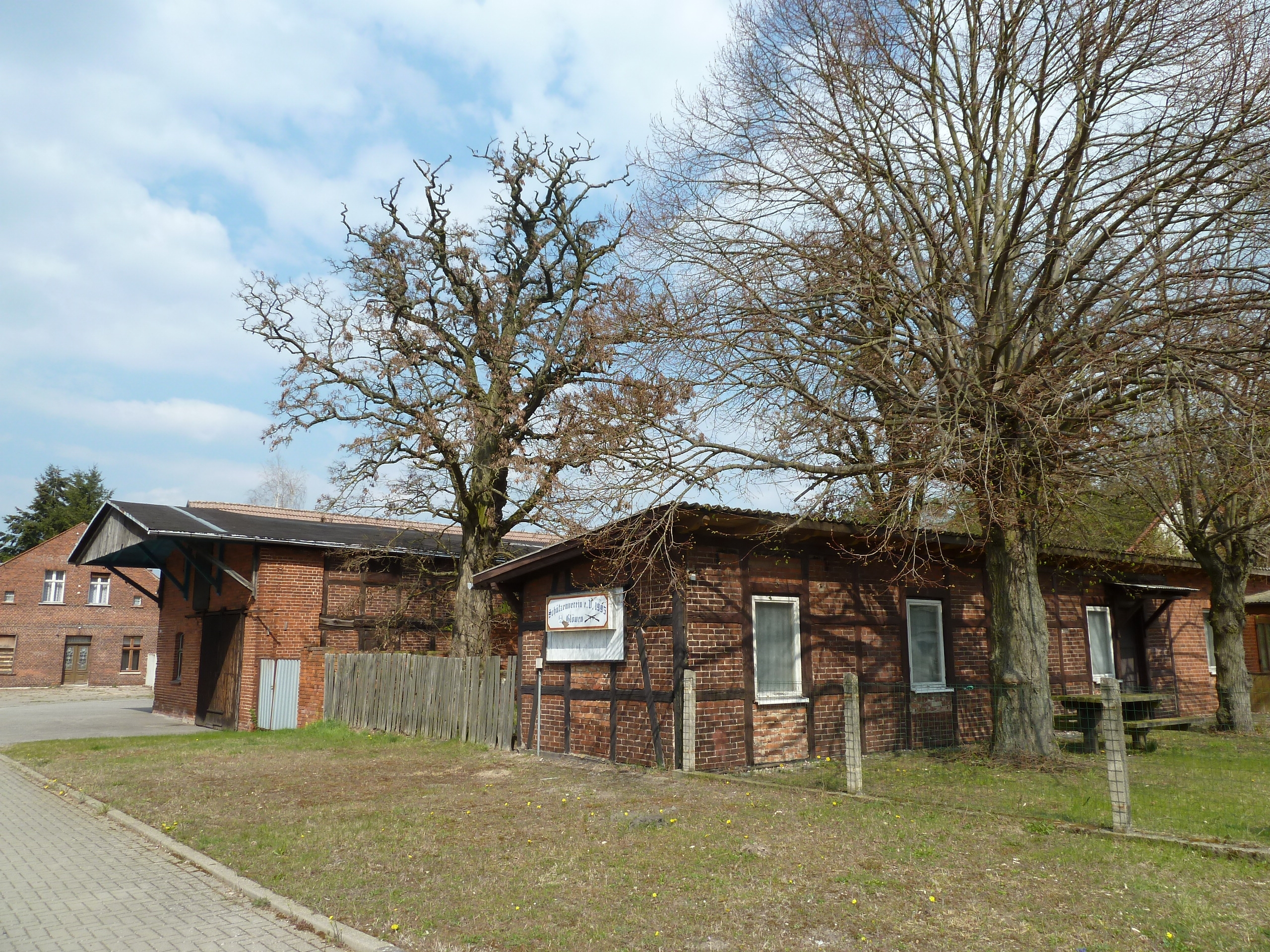
Früheres Empfangsgebäude der Schmalspurbahn

In der Folgezeit gab es verschiedene Pläne, in Glöwen weitere Eisenbahnstrecken anzuschließen. 1872 überlegte die Berlin-Anhaltische Eisenbahn-Gesellschaft, Vorarbeiten für eine Eisenbahn von Glöwen in Richtung Jüterbog oder Wittenberg über Brandenburg und weiter nach Sachsen aufzunehmen. Im Zuge des Gründerkrachs wurden diese Planungen wieder aufgegeben.
Am 15. Februar 1890 ging die Eisenbahn nach Havelberg in Betrieb. Ursprüngliche Pläne für eine weitergehende Nord-Süd-Verbindung wurden nicht weiter verfolgt. Einerseits war die topographische Situation im Bereich Havelberg, wo eine Havelüberquerung nötig gewesen wäre schwierig, andererseits entstand um 1900 ein Netz von Schmalspurbahnen in der Prignitz nördlich der Hamburger Bahn. Damit waren durchgehende Verbindungen von Havelberg nach Norden nicht mehr möglich. Eine Strecke dieses Schmalspurnetzes verband seit 1900 Glöwen mit Viesecke und über weitere Strecken mit Pritzwalk, Kyritz und Perleberg.
Um 1940 entstanden südlich von Glöwen umfangreiche militärische Anlagen. Südlich des Bahnhofs entstand ein Werk, unter anderem zur Munitionsaufarbeitung, in dem in den letzten Kriegsjahren auch Häftling aus dem KZ-Außenlager Glöwen arbeiten mussten. Das Werk erhielt einen Gleisanschluss von der Strecke nach Havelberg abzweigend.
Nach Kriegsende wurde die Bahn nach Havelberg als Reparationsleistung an die Sowjetunion demontiert. Nach heftigen Protesten aus der Region wurde sie daraufhin wieder neu aufgebaut, allerdings als Schmalspurbahn mit 750 Millimeter Spurweite. Auch nach dem Zweiten Weltkrieg blieb Glöwen ein wichtiger militärischer Standort, wofür auch der Bahnhof genutzt wurde. Dies äußerte sich auch darin, das Glöwen bis Anfang der 1990er Jahre auch Halt einiger Schnellzüge zwischen Schwerin und Berlin war. 1967 wurde die Schmalspurbahn nach Viesecke eingestellt und wenig später abgebaut, 1971 geschah das gleiche mit der Strecke nach Havelberg.
Mitte der 1990er Jahre wurde der Verkehr vertaktet. Nahverkehrszüge verbanden Glöwen alle zwei Stunden mit Wittenberge und Nauen, wo Anschluss nach Berlin bestand; ab 1996 direkt mit Berlin Westkreuz. 1997 wurde zwischen Wittenberge und Berlin der Verkehr auf einen Stundentakt verdichtet. In zwei Etappen wurde in den 1990er und 2000er Jahren die Strecke zwischen Berlin und Hamburg ausgebaut. In der ersten Ausbaustufe wurde die Strecke elektrifiziert und der Bahnhof Glöwen wurde umgebaut und mit Außenbahnsteigen versehen. In der zweiten Stufe wurde die Strecke auf eine Maximalgeschwindigkeit von 230 km/h ausgebaut, in diesem Zusammenhang wurde auch der Bahnübergang der Bundesstraße am Bahnhof Glöwen durch eine Unterführung ersetzt.

## Anlagen

### Empfangsgebäude

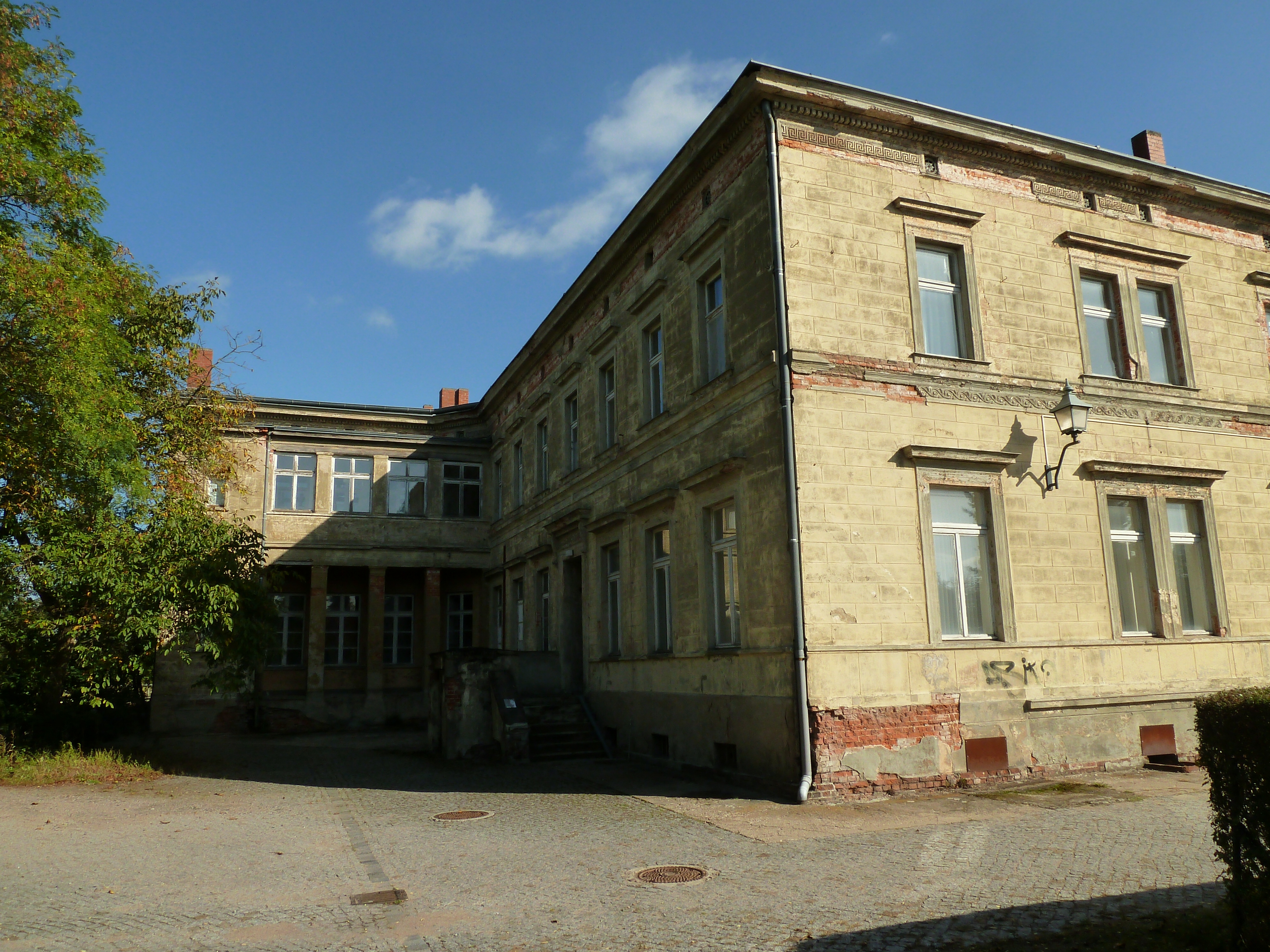
Hofseite des Empfangsgebäudes

Das Bahnhofsgebäude aus der Erbauungszeit der Strecke steht westlich der Chaussee nach Havelberg und südlich der Gleise, auf der ortsabgewandten Seite. Entworfen wurde es vermutlich vom Baudirektor der Berlin-Hamburger Eisenbahn, Friedrich Neuhaus zusammen mit Ferdinand Wilhelm Holz. Die Grundgestaltung des Gebäudes ähnelt dem Bahnhof Ludwigslust und dem heute nicht mehr erhalten früheren Boizenburger Bahnhofsgebäude. Das zweistöckige Gebäude mit einem flachen Walmdach besitzt einen L-förmigen Grundriss, die Außenseiten weisen nach Norden zur Gleisseite mit sechs und nach Osten zur Straßenseite mit neun Achsen. Die asymmetrische Anlage unterscheidet es deutlich von den meisten anderen Gebäuden der Berlin-Hamburger Bahn. Die Gestalt des Gebäudes wurde anders als bei manchen anderen Bahnhöfen der Berlin-Hamburger Bahn nicht durch spätere Anbauten verändert mit Ausnahme einer spätestens 1859 auf der Innenseite zum Hof hin angebauten Loggia. Im längeren Flügel des Gebäudes wurden Wohnräume eingerichtet, im kürzeren befanden sich unter anderem die Warteräume.
Die Fassade ist mit verschiedenen Schmuckelementen gestaltet. Dazu zählen ein Mäanderband auf dem Traufgesims und eine Reihe von Dekorelementen an Fenstern und Türen, wie beispielsweise Lüftungsrosetten im Simsband über den Fensterachsen. Die bahnseitigen Fensterelemente sind reich verziert. Manfred Berger führte 1980 aus, mit dem Gebäude wäre „ein sachlicher, aber doch schöner Zweckbau geschaffen […], der in diesem kleinen Ort der Mark Brandenburg Verblüffung hervorruft“.
Bereits 1982 wurde das Gebäude unter Denkmalschutz gestellt. Nachdem in den 1990er Jahren das örtliche Personal abgezogen worden war, war das Gebäude ungenutzt und stand leer. Schäden durch Verfall waren deutlich sichtbar. An vielen Stellen war der Putz abgebröckelt, die Schmuckelemente waren teilweise zerstört. Auch in den heutigen Denkmallisten ist das „Bahnhofsempfangsgebäude“ verzeichnet. Seit 2013 befindet sich das Empfangsgebäude in Privatbesitz und wurde saniert. Es befinden sich nun fünf Wohnungen in dem Gebäude und der erhaltene historische Wartesaal. Für die Mitropa-Gaststätte wird noch ein Nutzer gesucht.

### Weitere Anlagen

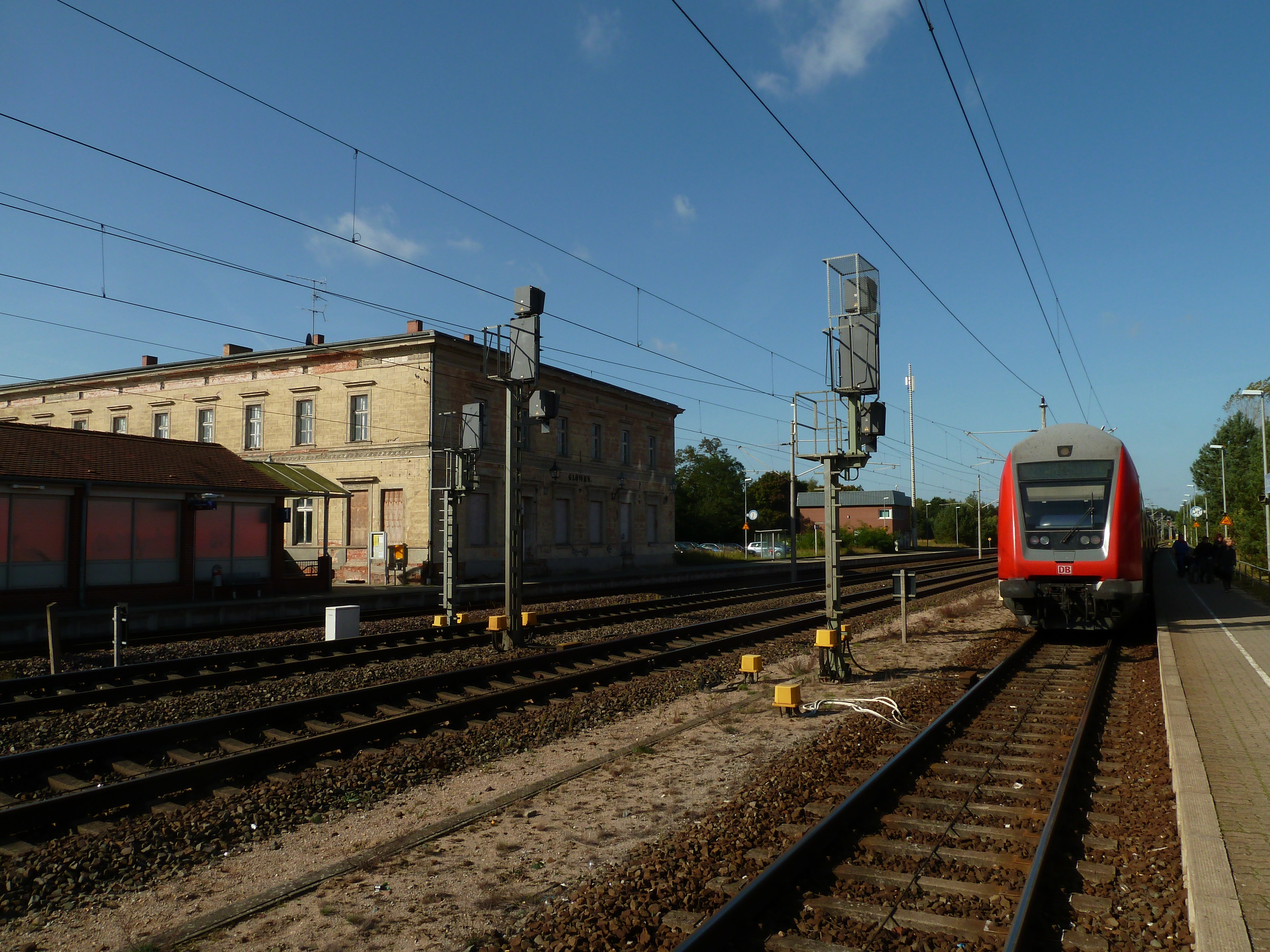
Blick vom Bahnsteig für die Züge nach Wittenberge zum Empfangsgebäude

Ursprünglich waren beide Bahnsteige vom Empfangsgebäude aus zugänglich. Seit dem Umbau in den 1990er Jahren verfügt der Bahnhof über zwei Außenbahnsteige, die durch einen Fußgängertunnel miteinander verbunden sind. Zwischen den beiden Bahnsteiggleisen liegen die beiden durchgehenden Hauptgleise. Im Rahmen des weiteren Streckenausbaus wurde nach 2000 eine Unterführung für die Bundesstraße gebaut, welche früher auf einem beschrankten Bahnübergangs die Strecke gekreuzt hatte.
Auf der Nordseite der Gleise liegen die Anlagen für den Güterverkehr. Das Abfertigungsgebäude ebenfalls aus der Frühzeit des Bahnhofs, das in der damals für die Region typischen Ziegelbauweise mit Fachwerk „mit weit auskragendem Dach über der Ladebühne“ ausgeführt war und einen Kontrast zum Empfangsgebäude bildete, existiert nicht mehr. Drei Gleise sind noch im Bereich nördlich der Bahnsteige vorhanden und aus Richtung Westen angebunden. Östlich der Bundesstraße gibt es noch ein Gleis zur Be- und Entladung.
Westlich des Empfangsgebäudes befanden sich die Gleise für die Strecke in Richtung Havelberg mit einem Bahnsteig.
Die Anlagen der Schmalspurbahn in Richtung Pritzwalk und Lindenberg waren nördlich der Gleise der Hauptbahn angeordnet. Östlich der heutigen Bundesstraße lag am Streckengleis in Richtung Lindenberg der Bahnsteig mit einem kleinen Empfangsgebäude, das heute (Stand 2012) von einem örtlichen Verein genutzt wird. Die Anlagen für den Güterverkehr und zum Umsetzen der Lokomotiven lagen westlich der Straße neben den Güteranlagen der Hauptbahn. Ein Gleisverbindung zwischen den Schmalspurgleisen und der nach dem Zweiten Weltkrieg ebenfalls schmalspurig wieder aufgebauten Strecke nach Havelberg bestand nicht, die Fahrzeuge wurden mit regelspurigen Überführungswagen zwischen beiden Bahnhofsteilen transportiert.
Im April 2015 wurde der neue P+R-Platz auf dem Bahnhofsvorplatz in Betrieb genommen, der 134 Parkplätze bietet, davon fünf Parkplätze für behinderte Menschen und vier Kurzzeitparkplätze. Finanziert wurde der Bau abzüglich Fördermittel jeweils zur Hälfte von der Gemeinde Plattenburg und der Stadt Havelberg.

## Verkehrsanbindung
Der Bahnhof Glöwen wird derzeit im Personenverkehr durch eine Regional-Express-Linie bedient.
| Linie                    | Linienverlauf | Takt (min)                                        | EVU  |
| ------------------------ | --- | ------------------------------------------------- | ---- |
| RE 8                     | Flughafen BER – Berlin Ostbahnhof – Berliner Stadtbahn – Berlin-Spandau – Falkensee – Nauen – Glöwen – Wittenberge – Ludwigslust – Holthusen – Schwerin Hbf – Bad Kleinen – Wismar | 60 (BER – Wittenberge) 120 (Wittenberge – Wismar) | ODEG |
| Stand: 10. Dezember 2023 | |                                                   |      |

Am Bahnhof hält außerdem die Buslinie 900 von Stendalbus nach Havelberg mit Anschluss bis nach Stendal.